# Lammassaari (ö i Lappland, Norra Lappland, lat 69,06, long 26,97)
Lammassaari (enaresamiska: Savzâsuálui) är en halvö i Finland. Den ligger i sjön Muddusjärvi och i kommunen Enare i den ekonomiska regionen Norra Lappland och landskapet Lappland, i den norra delen av landet, 1 000 km norr om huvudstaden Helsingfors.